# Wolfgang Heidenfeld
Wolfgang Heidenfeld (* 29. Mai 1911 in Schöneberg; † 3. August 1981 in Ulm) war ein deutsch-irischer Schachspieler. Heidenfeld verbrachte lange Zeit in der Emigration in Südafrika und später in Irland.

## Biographie

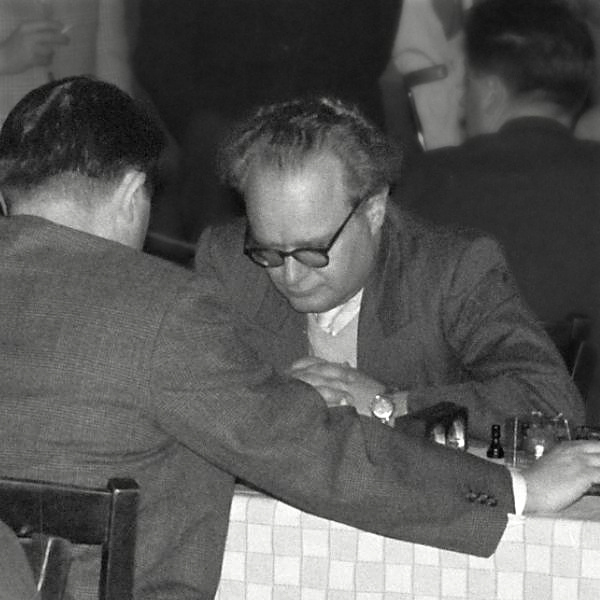
Wolfgang Heidenfeld 1960 Hessenmeisterschaft

Heidenfeld wurde in Schöneberg geboren, das seit 1920 zu Berlin gehört. Der begeisterte Schachspieler, der ein Jurastudium aufgenommen hatte, sah sich wegen seiner jüdischen Abstammung genötigt, Mitte der dreißiger Jahre aus Deutschland zu fliehen.
Mehr als zwanzig Jahre verbrachte er im Exil in Südafrika. Dabei schlug er sich mit verschiedensten Tätigkeiten durch. Neben seinen schachlichen Aktivitäten verfasste er Kreuzworträtsel, schrieb Kurzgeschichten und arbeitete als Journalist oder Handelsvertreter. Während des Zweiten Weltkrieges soll Heidenfeld darüber hinaus bei der Dekodierung von deutschen Nachrichten durch die Alliierten mitgeholfen haben.
Das damals in Südafrika herrschende System der Apartheid lehnte Heidenfeld ab, zumal er selbst in seiner Jugend ein Opfer von Diskriminierung geworden war. Im Jahr 1957 entschloss er sich zur erneuten Auswanderung und zog nach Dublin. Seine neue Wahlheimat Irland hatte er im Jahr davor anlässlich eines Schachturniers kennengelernt.
Seine Biographie blieb allerdings von weiteren Ortswechseln geprägt. Einige Jahre lebte er in Frankfurt am Main, bevor er sich 1963 mit seiner neuen deutschen Frau diesmal für längere Zeit in Irland ansiedelte. Im Jahr 1979 zog Heidenfeld schließlich mit seiner Familie nach Ulm, wo er zwei Jahre später verstarb.

## Schachlaufbahn
Seine Schachkarriere spiegelt den ungewöhnlichen Lebensweg Heidenfelds wider. Während seiner Zeit in Südafrika gewann er insgesamt achtmal die Landesmeisterschaft im Schach. Heidenfeld vertrat das Land auch 1958 in München bei der ersten Schacholympiade, an der Südafrika teilnahm.
In seiner Laufbahn gelangen ihm Partiegewinne gegen so starke Gegner wie den früheren niederländischen Weltmeister Max Euwe oder Miguel Najdorf. Trotzdem errang er niemals den Titel eines Internationalen Meisters. Nach einer Version hatte Heidenfeld, der für seinen eigenwilligen Charakter bekannt war, schließlich die nötige Qualifikation erreicht, lehnte aber die Auszeichnung durch den Weltschachbund ab.
Das irische Schach dominierte Heidenfeld rund ein Jahrzehnt lang. So gewann er zwischen 1958 und 1972 insgesamt sechsmal die Landesmeisterschaft. In den Jahren 1966, 1968, 1970 und 1974 gehörte er außerdem der irischen Mannschaft bei der Schacholympiade an.
Heidenfeld betätigte sich ferner als Schachkomponist und war Autor mehrerer Schachbücher, darunter die auf Deutsch erschienenen Werke Große Remispartien (1968) und Damen sind Luxus (1983).
In einer Partie gegen Kerins rochierte Heidenfeld in Dublin 1973 versehentlich zweimal. Weil der Verstoß gegen die Schachregeln unbemerkt blieb, stellte er damit einen „Rekord“ für die größte Anzahl der Rochaden in einer Turnierpartie auf.

## Deutsch-irische Schachfamilie
Sein Sohn Mark Heidenfeld (* 1968) trat ebenfalls im Schach hervor und ist Internationaler Meister. Er gewann in den Jahren 2000 und 2021 die irische Landesmeisterschaft und vertrat Irland seit 1996 bei mehreren Schacholympiaden.